# Yasuko Harada
Yasuko Harada (原田康子?) (n. 12 de enero de 1928 – 20 de octubre de 2009) fue una novelista japonesa, galardonada con premios literarios femeninos.

## Infancia y educación
Harada nació en Tokio el 12 de enero de 1928. Ella y su familia se mudaron a Kushiro, Hokkaido, cuando tenía un año debido al trabajo de su padre. Después de contraer tuberculosis cuando era niña, tuvo muchos problemas de salud, incluida la nefritis. Leía mucho mientras estaba enferma en la cama, especialmente cuentos de hadas de países extranjeros. Comenzó a escribir sus propios cuentos de hadas durante la Segunda Guerra Mundial. Al final de la misma, tuvo que trabajar en una fábrica como parte de la Ley de Movilización Nacional, trabajo que odiaba. Después de la guerra, Harada trabajó como reportera para el periódico Kushiro y posteriormente se casó con Yoshio Sasaki en 1951.

## Carrera
Los primeros trabajos de Harada se publicaron en revistas mientras trabajaba como reportera. Su primera historia publicada, Fuyu no ame, se publicó en 1949 en la revista Hokkaido Bungaku. En 1954, su cuento Sabita no kioku fue elogiado por la revista Shinchō como uno de los mejores cuentos del año, pero no ganó premios. Su novela Banka ganó un premio de literatura femenina y fue su único éxito de ventas, siendo adaptada cinematográficamente por Heinosuke Gosho. Su novela Wax Tears (1999) también ganó el Premio de Literatura Femenina, mientras que Kaimu (2003), ganó el Premio Yoshikawa Eiji.
Harada murió de neumonía el 20 de octubre de 2009 en Sapporo.

## Estilo
Las obras de Harada fueron populares entre las mujeres de entre 20 y 30 años. Sus obras tratan generalmente sobre jóvenes sensibles que padecen diversas enfermedades. Los protagonistas a menudo anhelan el tipo de amor en el que pueden sentirse protegidos y comprendidos, pero aun así tener libertad y autodeterminación. Muchos de sus libros tienen lugar en Hokkaido, su tierra natal.
El estilo de Harada se ha comparado con el de François Sagan. Sin embargo, aunque ella tiene más coraje a la hora de escribir escenas difíciles, él tiene un mejor manejo de las palabras.